# اوکسانا فادیوا
اوکسانا فادیوا (انگلیسی: Oksana Fadeyeva؛ زادهٔ ۱۹۷۵) یک بازیکن تنیس روی میز اهل روسیه است. 
وی در مسابقات کشوری و بین‌المللی در مجموع برنده ۲ مدال طلا، ۲ مدال نقره، ۲ مدال برنز شده‌است.